# Contea di Zhenghe
La contea di Zhenghe (政和县S, Zhènghé XiànP) è una contea della Cina, situata nella provincia del Fujian.